# Jørgen Løvland
Jørgen Gunnarsson Løvland (3. februar 1848 i Setesdal – 21. august 1922 i Kristiania) var en norsk politiker, der var Norges statsminister i Stockholm fra 11. marts 1905 til 7. juni samme år og Norges statsminister fra 28. oktober 1907 til 18. marts 1908, valgt for partiet Venstre. Han havde en central rolle under unionsopløsningen i 1905 og blev herefter landets første udenrigsminister.
Løvland var oprindeligt læreruddannet og arbejdede også som sådan i Aust-Agder, men blev i 1880'erne redaktør af Christiansands Stiftsavis. Han blev første gang valgt til Stortinget for Kristiansand i 1885. I perioderne 1898-1899, 1900-1902 og 1902-1903. Fra 1913 til 1915 var han præsident for Stortinget, og fra 1915 til 1920 var han kirke- og undervisningsminister i Gunnar Knudsens anden regering. 